# Horea
Horea (en hongrois : Arada, en allemand : Arroden) est une commune du județ d'Alba, dans le pays des Moți en Roumanie ; elle compte 2 143 habitants.
Cette commune transylvaine est composée de 15 villages : Baba, Butești, Dârlești, Fericet, Giurgiuț, Horea, Măncești, Mătișești, Niculești, Pătrușești, Petreasa, Preluca, Teiu, Trifești, et Zânzești.
Le nom du village vient du révolutionnaire roumain Vasile Ursu Nicola (1731-1785) qui y est né.

## Démographie
D'après le recensement de 2011, la commune compte 2 143 habitants, en forte baisse par rapport au recensement de 2002 où elle en comptait 2 371.
Lors de ce recensement de 2011, 93,75 % de la population se déclare roumaine et une minorité de 3,41% rom.

## Politique
| Parti | Parti                                            | Sièges |
| ----- | ------------------------------------------------ | ------ |
|       | Parti national libéral (PNL)                     | 7      |
|       | Parti social-démocrate (PSD)                     | 2      |
|       | Alliance des libéraux et démocrates (ALDE)       | 1      |
|       | Parti national paysan chrétien-démocrate (PNȚCD) | 1      |

## Galerie
|                         |
| Panorama de la commune. |

|  |
|  |

|                                                              |
| Ancienne église datant de 1842, plus en service depuis 2007. |

|                  |
| Nouvelle église. |

|                      |
| Paysage à Mătișești. |